# Montsiá
El Montsiá (oficialmente en catalán, Montsià) es una comarca española, situada en la provincia de Tarragona, Cataluña.

## Geografía
Los límites de la comarca se corresponden por el sur con la comarca del Bajo Maestrazgo, en la Comunidad Valenciana, delimitado por el río Cenia. Al oeste limita con la comarca del Matarraña, en Aragón, y los Puertos de Tortosa-Beceite. En este mismo punto comienza el límite con la comarca del Bajo Ebro, al norte, delimitado por el río Ebro. Por el este, recorre toda la costa litoral, por la isla de Buda, el Aluet y el istmo del Trabucador, la punta del Cuerno y la costa interior de la bahía de los Alfaques hasta la desembocadura del Cenia, en Sòl de Riu, Alcanar.
La comarca está formada por doce municipios. Su relieve se caracteriza por el dominio casi absoluto de las llanuras alternadas de forma cíclica por diversas sierras de relativa altitud (casi 800m en la serra de Montsià). El sector occidental es constituido por una amplia llanura decantada hacia el Ebro y rodeada por las montañas de los puertos de Beceite, el río Cenia y la sierra del Montsiá y la sierra de La Galera, el sector oriental forma parte de las tierras bajas aluviales del Delta del Ebro.

### Clima
El clima del Montsiá es Mediterráneo de tipo Litoral Sur, excepto en el área de Los Puertos donde es de tipo Prelitoral Sur. La precipitación media anual varía entre los 550 mm y 600 mm en buena parte de la comarca, si bien, en los Puertos alcanza los 900 mm. Los máximos se dan en otoño y los mínimos en verano, sobre todo en la costa. Los inviernos son más fríos a la montaña y suaves en el Delta del Ebro, con medias de 5 °C a 11 °C, dándose los valores más bajos en montaña, y los veranos son calurosos, con temperaturas entre 20 °C y 25 °C, comportando una amplitud térmica anual media.

## Economía
La economía de la comarca se basa fundamentalmente en el sector primario, principalmente la agricultura, sobre todo en el cultivo del arroz en las planicies del Delta del Ebro, también los cítricos en toda la comarca y cultivos típicos mediterráneos como es el olivo, todo ello complementado por frutales y productos de la huerta.
En ciudades como su capital, Amposta, existe un importante sector servicios como actividad económica. También destaca la industria de la madera y el mueble en localidades como Cenia. La pesca y la piscicultura de marisco es una actividad de especial relieve en localidades como San Carlos de la Rápita. Otro sector importante es el turismo, no sólo el de playa, no muy masificado en la comarca, sino también el rural, con importantes atracciones ecológicas en el delta del Ebro y en los cercanos Puertos de Tortosa-Beceite, así como atracciones culturales.

## Municipios

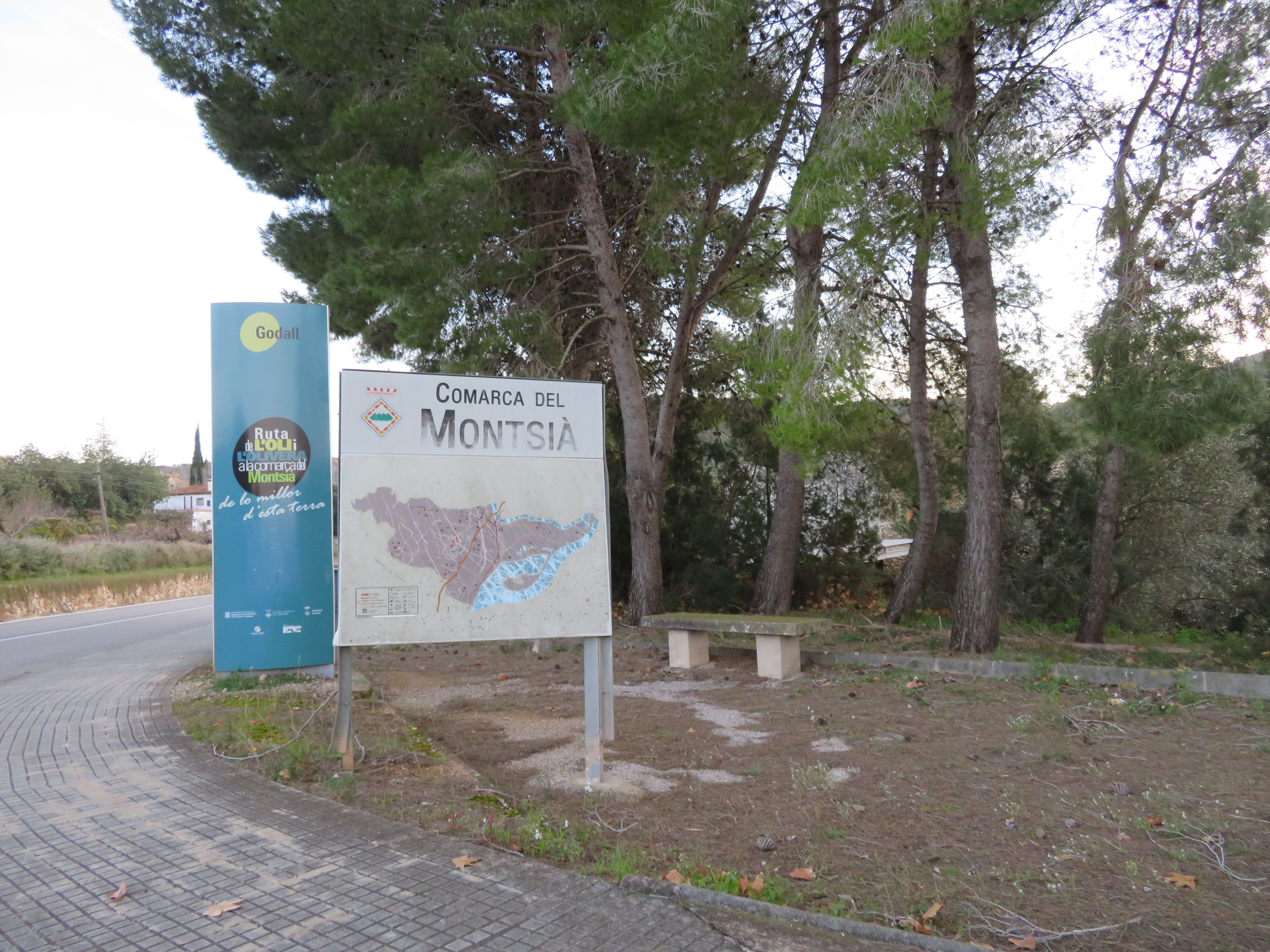
Comarca del Montsiá

| Municipio               | Población (2021) | Superficie | Densidad |
| ----------------------- | ---------------- | ---------- | -------- |
| Amposta                 | 21 317           | 136,20     | 156,51   |
| San Carlos de la Rápita | 14 931           | 53,69      | 278,10   |
| Alcanar                 | 9579             | 47,10      | 203,38   |
| Ulldecona               | 6317             | 126,90     | 49,78    |
| Cenia                   | 5530             | 108,41     | 51,01    |
| Santa Bárbara           | 3762             | 28,20      | 133,40   |
| San Jaime de Enveija    | 3552             | 60,80      | 58,42    |
| Masdenverge             | 1109             | 14,60      | 75,96    |
| La Galera               | 723              | 27,50      | 26,29    |
| Godall                  | 614              | 33,60      | 18,27    |
| Mas de Barberáns        | 572              | 78,80      | 7,26     |
| Freginals               | 391              | 17,60      | 22,22    |
| Total                   | 68 397           | 733,40     | 93,26    |